# Спорт-Гараж
Команда «Спорт-Гараж» была создана в 1998 году (изначально она называлась «Автостиль Азарт Моторспорт») и дебютировала в Кубке АСПАС (класс Туризм). Несколько лет выступала в кольцевом чемпионате страны, являясь одним из лидеров двухлитрового класса, название которого несколько раз менялось: Линия-2000, Туризм-2000 и Туринг.
При этом «Спорт-Гараж» занимался профессиональной подготовкой спортивных автомобилей как для своих гонщиков, так и по заказам других команд.

## Достижения команды

### Личный зачет
| Год  | Пилоты                                                                        | Класс                                              | Место                                   |
| ---- | ----------------------------------------------------------------------------- | -------------------------------------------------- | --------------------------------------- |
| 1998 | Олег Кесельман Крылов Сергей                                                  | Туризм                                             | 1                                       |
| 1999 | Олег Кесельман Крылов Сергей                                                  |                                                    |                                         |
| 2000 | Крылов Сергей Шульмейстер Борис Сухов Владимир Кесельман Олег                 |                                                    |                                         |
| 2001 | Кесельман Олег Крылов Сергей                                                  |                                                    |                                         |
| 2002 | Львов Александр Крылов Сергей Косаченко Оксана Певцов Дмитрий                 |                                                    |                                         |
| 2003 | Львов Александр Крылов Сергей Косаченко Оксана Певцов Дмитрий                 | Чемпионат России класс Туринг Кубок России VW POLO |                                         |
| 2004 | Крылов Сергей                                                                 | Туринг Туринг - ЛАЙТ                               | 15                                      |
| 2005 | Крылов Сергей                                                                 | Суперпродакшн Туринг-Лайт                          | 3 4                                     |
| 2006 | Цимбалов Максим Крылов Сергей Тамара Видали Тимур Садрединов Виктор Смольский | Туринг-Лайт Туринг Туринг-Лайт                     | 12                                      |
| 2007 | Крылов Сергей Цимбалов Максим                                                 | Туринг-Лайт Туринг                                 | 11 3                                    |
| 2008 | Крылов Сергей Козловский Михаил Карамышев Николай                             | Туринг                                             | 2 3                                     |
| 2009 | Крылов Сергей Карамышев Николай Степанов Михаил                               | Туринг Супер-Продакшн Туринг                       | 20 (0 очков) 3 (242 очка) 11 (152 очка) |
| 2010 | Крылов Сергей                                                                 | Туринг                                             | 14                                      |

### Командный зачет
| Год  | Пилоты                                          | Класс            | Место | Очки |
| ---- | ----------------------------------------------- | ---------------- | ----- | ---- |
| 2009 | Крылов Сергей Корамышев Николай Степанов Михаил | RTCC Туринг      | 5     | 71   |
| 2007 | Максим Цимбалов                                 | RTCC Туринг      | 3     | 198  |
| 2007 | Крылов Сергей                                   | RTCC Туринг-Лайт | 2     | 437  |
| 2004 | Крылов Сергей                                   | RTCC Туринг      | 6     | 76   |
| 2004 | Крылов Сергей                                   | RTCC Туринг-Лайт | 10    | 71   |